# آشفتگی

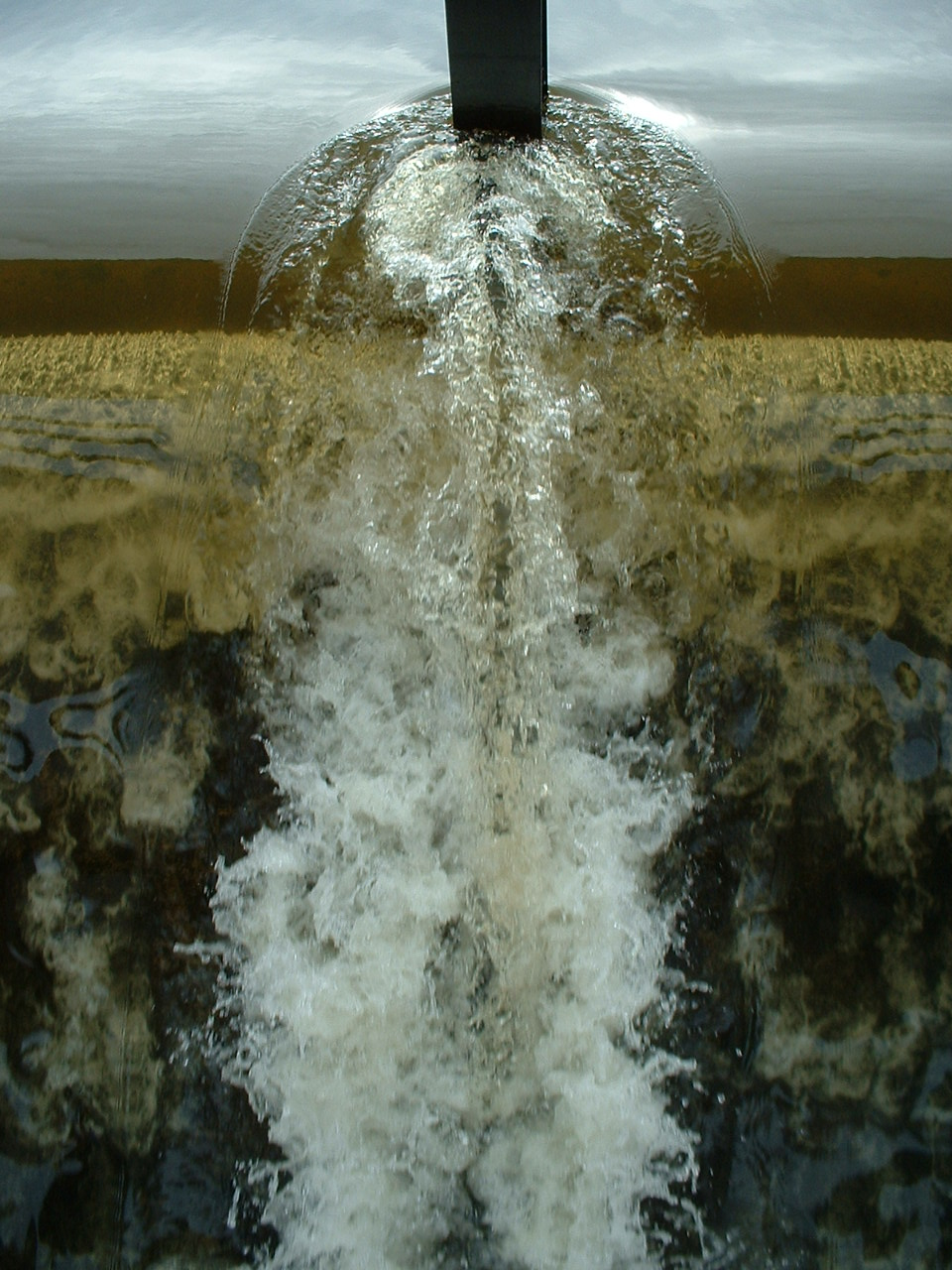
جریان آشفته در مقابل یک مانع

در دینامیک سیالات، تلاطم، آشفتگی یا جریان آشفته به نوعی رژیم جریان گفته می‌شود که مشخصهٔ آن تغییرات تصادفی و آشوبناک خصوصیات سیال است. با این وجود اغلب ادعا می‌شود که تعریف دقیقی برای آشفتگی وجود ندارد، و بسیاری از محققان از تعاریف ارائه شده در گذشته استفاده می‌کنند. یکی از بهترین تعاریف توسط تئودوره فون کارمن ارائه شده‌است: آشفتگی حرکت نامنظمی است که عموماً زمانی که سیالات از روی سطوح جامد عبور می‌کنند یا حتی هنگامی که جریان‌هایی از یک نوع سیال در مجاورت هم قرار گرفته یا از روی یکدیگر عبور می‌کنند، دیده می‌شود. برای به‌دست آوردن این مقدار از واحدی به نام عدد رینولدز که پارامتری بدون بعد است استفاده می‌شود.
بیان توضیحی نظری برای آشفتگی یکی از قدیمی‌ترین مسائل حل نشدهٔ فیزیک است. ریچارد فاینمن از این مسئله به عنوان مهم‌ترین مسئله حل نشده فیزیک کلاسیک یاد کرده‌است.
یکی از تفاوت‌های جریان‌های آشفته با آرام در نوع حرکت ذرات است که هرچه آشفتگی بیشتر باشد حرکت ذرات بی‌نظم‌تر خواهد بود. این تفاوت اولین بار توسط ازبورن رینولز و از طریق پرتاب جوهر با سرعت‌های متفاوت در یک محفظه آب انجام شد و نتیجه حاکی از آن بود که هرچه سرعت جوهر بیشتر باشد حرکت جوهر در آب شکل بی‌نظم‌تری می‌گیرد.
وجود آشفتگی با عدد بی‌بعد رینولدز تعیین می‌شود:
{\displaystyle \mathrm {Re} ={{\rho {\mathbf {\mathrm {V} } }D} \over {\mu }}={{{\mathbf {\mathrm {V} } }D} \over {\nu }}={{{\mathbf {\mathrm {Q} } }D} \over {\nu }A}}
که در آن:
- {\displaystyle {\mathbf {\mathrm {V} } }}سرعت مشخصه سیال است
- {\displaystyle {D}} طول مشخصه جریان است
- {\displaystyle {\mu }}گرانروی (Pa •  s or N •  s/m²)یا
- {\displaystyle {\nu }}گرانروی سینماتیکی ({\displaystyle \nu =\mu /}ρ) (m²/s)
- {\displaystyle {\rho }} چگالی سیال است
- {\displaystyle {Q}}دبی حجمی(m³/s)
- {\displaystyle {A}}مساحت مشخصه جریان (m²)

## مشخصه‌ها
آشکارترین مشخصه‌های آشفتگی عبارتند از:
- آشفتگی یک پدیده ناپایدار و نامنظم است. وسعت این بی نظمی چنان زیاد است که به هر اندازه هم که سعی در تکرار شرایط مرزی برای یک جریان مورد نظر شود باز هم جزئیات جریان هرگز تکرار نخواهند شد.
- آشفتگی داری طیف گسترده‌ای از گردابه‌های با اندازه‌های متفاوت است و این مقیاس‌های مختلف همزمان با هم در یک جریان آشفته وجود دارند.
- آشفتگی در عددهای رینولدز بالا اتفاق می‌افتد زیرا با افزایش عددهای رینولدز تمایل به ناپایداری افزایش می‌یابد.
- آشفتگی باعث اتلاف انرژی می‌شود. در فرایند آبشار انرژی، انرژی از مقیاس‌های بزرگ به مقیاس‌های کوچک منتقل می‌شود و در مقیاسهای کوچک این انرژی از طریق گرانروی از بین می‌رود. از طریق همین مکانیزم آبشار انرژی است که جریان‌های آشفته به سرعت انرژی خود را از دست می‌دهند؛ بنابراین این جریان‌ها برای حفظ آشفتگی همیشه نیاز مستمر به یک نیروی محرکه خارجی دارند.
- آشفتگی یک پدیده پیوسته‌است. این بدان معناست که کوچک‌ترین مقیاس آشفتگی از متوسط اندازه پایش مولکولی خیلی بزرگتر است.
- آشفتگی یک پدیده سه بعدی و دورانی است و زمانی اتفاق می‌افتد که جریان دارای نوسانات نامنظم و ناپایدار سه بعدی باشد.
- آشفتگی دارای خاصیت پخش شوندگی بسیار قوی است که توسط گردابه‌های صورت می‌گیرد.
- مقیاس‌های بزرگ آشفتگی در عددهای رینولدز بالا تحت تأثیر گرانروی نیستند. اما اندازه کوچک‌ترین مقیاس‌ها توسط گرانروی تعیین می‌شود.
- آشفتگی یکی از مشخصه‌های جریان است (نه سیال).

## چاله هوایی
چاله هوایی یا توربولانس به جریان هوای قوی به سمت پایین در هنگام پرواز هواپیما می‌گویند. هنگامی که هواپیما با چاله هوایی برخورد کند دچار تکانهای شدید می‌شود از این رو اصطلاحاً آن را چاله هوایی گویند.